# Else Ury
Else Ury (1 de noviembre de 1877, Berlín (Alemania); 13 de enero de 1943, campo de exterminio de Auschwitz (Polonia)). Fue una escritora alemana de literatura infantil, especialmente popular en su país natal por la serie de relatos titulada Nesthäkchen, protagonizados por su principal personaje, la niña Annemarie Braun.

## Biografía
Else Ury nació en una familia acomodada, hija del fabricante de tabaco berlinés Emil Ury y de su esposa Franziskar. Tenía dos hermanos mayores y una hermana menor. Fue educada en el ambiente culto y liberal del periodo guillermino (reinado de Guillermo II). Pese a las raíces judías de su familia, en sus costumbres también tenían acomodo la mayoría de las tradiciones cristianas (como las fiestas navideñas), que asumían con naturalidad. Podían definirse como patriotas alemanes de origen judío perfectamente asimilados y de extracción burguesa.

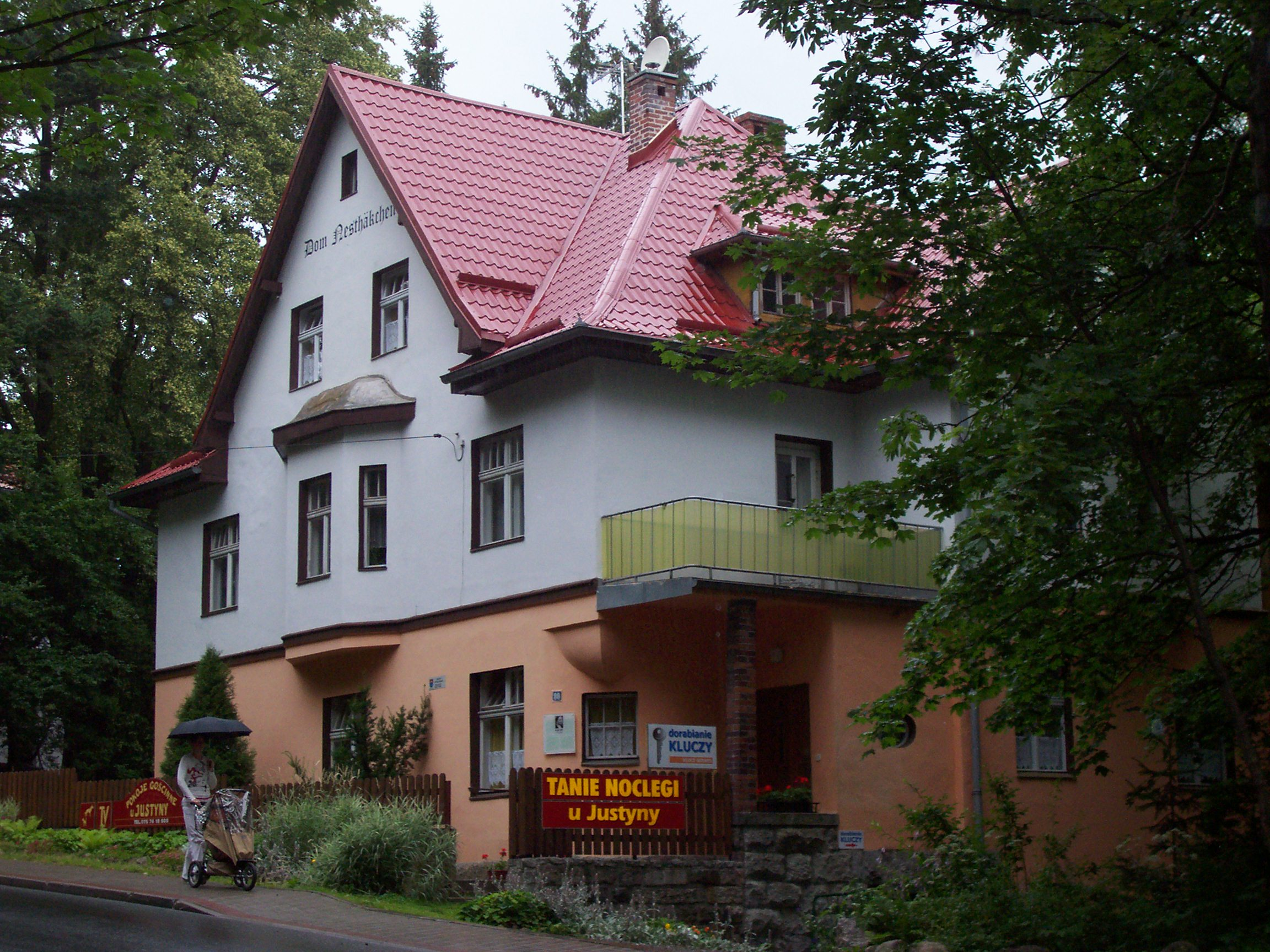
Casa de campo de Else Ury en Karpacz (Polonia)

Su educación superior se vio muy limitada por las costumbres de la época, centrada en temas tales como las labores domésticas, los idiomas (inglés y francés), la música, el dibujo, y la etiqueta. 
A partir de que en 1905 publicase el cuento de hadas que fue su primera obra de éxito, su carrera como escritora se afianzó de forma extraordinaria hasta 1925, cuando culminó los diez relatos de la serie Nesthäkchen, serie que la convirtió en una autora rica (adquirió una casa de vacaciones en Karpacz -Krummhübel en alemán-) y famosa. En esta época, millones de sus admiradores compraban sus libros y seguían sus artículos periodísticos en la prensa y en la radio. Con más de treinta y nueve libros publicados, Else Ury fue una de las escritoras más productivas y exitosas de su tiempo. La combinación de una mente educada, el humor y la feminidad compasiva, hizo de sus libros grandes éxitos de ventas. Ni la Primera Guerra Mundial ni la Gran Depresión de 1929 afectaron a la gran difusión de sus obras en Alemania. Durante la República de Weimar Else Ury había alcanzado el estatus de celebridad.
Sin embargo, poco tiempo después, el acceso al poder del partido nazi truncó la carrera y la vida de Ury. Debido a su origen judío, durante el Holocausto se le prohibió publicar, fue despojada de sus posesiones, deportada a Auschwitz y gaseada el día en que llegó allí. Casi nadie sabía en ese momento que los alemanes habían asesinado a una de sus escritoras más populares.

## Obra literaria destacada

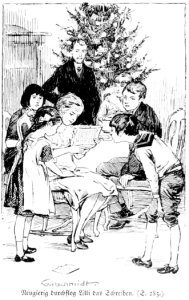
Ilustración de Richard Gutschmidt de "Lilli Liliput" (1930)

- En 1905 se publicó su primer relato, un cuento de hadas titulado Was das Sonntagskind erlauscht, que vendió 55.000 ejemplares hasta 1927.[7]  Esta colección de treinta y ocho cuentos morales promueve ideales pedagógicos tales como la lealtad, la honestidad y la fidelidad.
- En 1908 apareció su siguiente libro, titulado Goldblondchen, que le valió una mención honoris causa por la influyente Jugendschriftenwarte. Fue continuada con otras cinco historias basadas en este relato.
- Entre 1918 y 1925 se publicó finalmente la serie Nesthäkchen. La serie incluye los relatos siguientes:
  - 1913/18 Nesthäkchen und ihre Puppen (Nesthäkchen y sus muñecas)
  - 1915-1918 Nesthäkchens erstes Schuljahr (Primer Año Escolar de Nesthäkchen)
  - 1915-1921 Nesthäkchen im Kinderheim (Nesthäkchen en el sanatorio de los Niños)
  - 1917-1921 Nesthäkchen und der Weltkrieg (Nesthäkchen y la Guerra Mundial)[8]
  - 1919 Nesthäkchens Backfischzeit (Nesthäkchen en su tiempo como pollita)
  - 1921 Nesthäkchen fliegt aus dem Nest (Nesthäkchen deja su nido)
  - 1923 Nesthäkchen und ihre Küken (Nesthäkchen y sus pollitos)
  - 1924 Nesthäkchens Jüngste (La menor de Nesthäkchen)
  - 1924 Nesthäkchen und ihre Enkel (Los nietos de Nesthäkchen)
  - 1925 Nesthäkchen Im Weissen Haar ( Nesthäkchen en canas)

Nesthäkchen y la Guerra Mundial
Else Ury describe en Nesthäkchen y la Guerra Mundial las experiencias de Annemarie Braun, que tiene once años de edad cuando comienza la historia y trece años cuando termina. Su padre sirve como médico del ejército alemán en Francia. Su madre está en Inglaterra con sus familiares, desde donde no puede volver a Alemania debido al estallido de la guerra. Annemarie y sus dos hermanos mayores, Hans y Klaus, son cuidados por una abuela. Gran parte de las narraciones de Ury son las experiencias de Annemarie con una nueva compañera de clase, Vera, que no habla alemán en el comienzo de la historia, y es excluida del círculo de amigos de Annemarie como extranjera y presunta espía. La resolución de esta dolorosa agresión lleva a un clímax que ha cautivado a los lectores desde la publicación del libro. Por otra parte, la guerra ominosa que se desarrolla como telón de fondo del relato proporciona a "Nesthäkchen y la Guerra Mundial" intensidad y profundidad. El libro es un comentario intemporal de la naturaleza brutal de la guerra. Sin embargo, después de 1945, el relato "Nesthäkchen y la Guerra Mundial" fue retirado de la serie Nesthäkachen, porque estaba en la lista de censura de los aliados (Ury, como la mayoría de los judíos alemanes, era ferozmente patriótica, y sus descripciones de los acontecimientos alrededor de la Primera Guerra Mundial fueron clasificados como glorificación de la guerra). Desde 1945 la serie Nesthäkchen pasó a tener sólo 9 volúmenes (el cuarto tomo quedó incluido al final del tercero en forma de resumen). Steven Lehrer tradujo "Nesthäkchen y la Guerra Mundial" al inglés en 2006 y "Nesthäkchen en el sanatorio Infantil" en 2014.
- Ury también escribió otros libros e historias, sobre todo para niñas y mujeres adolescentes. En Alemania los libros de Ury siguen siendo editados en la actualidad.

## Legado
Después de la Segunda Guerra Mundial, los libros de Ury volvieron a publicarse como si nada hubiera pasado. La serie Nesthäkchen, publicada por Hoch Verlag, reapareció en 1952. El primer volumen se titula "Nesthäkchen y sus muñecas".
La colección fue reeditada con una única alteración significativa: el cuarto volumen, "Nesthäkchen y la Guerra Mundial" (en referencia a la Primera Guerra Mundial), no fue reimpreso. Un capítulo final corto en el tercer volumen resume los acontecimientos del cuarto volumen para proporcionar continuidad a la serie. Los nueve volúmenes restantes han sido reimpresos varias veces, con una tirada total de más de siete millones de ejemplares.

Cuando la ZDF, el servicio público alemán de radiodifusión televisiva, filmó el comienzo de la serie como un espectáculo de Navidad en 1983, "Nesthäkchen" se había convertido en una figura inmortal en la literatura infantil alemana. En 2005, los programas de ZDF se publicaron en DVD. Curiosamente, el público alemán desconocía el destino de la famosa autora. Esto cambió en 1993, cuando Marianne Brentzel (existe un artículo en alemán de  Marianne Brentzel) publicó la biografía de Ury con el impactante título de "Nesthäkchen llega al campo de concentración".

## Reconocimientos
Monumentos en Berlín y en Karpacz (la ubicación de su casa de vacaciones, actualmente pertenece a Polonia) muestran recordatorios de Else Ury. Su casa de vacaciones está adornada con el rótulo "Dom Nesthäkchen" (la Casa de Nesthäkchen). Después de la guerra su última residencia de Berlín antes de que ella fuese deportada a Auschwitz fue demolida. Se ha erigido un monumento frente a este lugar (Berlín-Moabit, Solingerstraße 10), que recuerda a los transeúntes a Else Ury y a sus compañeros víctimas del Holocausto. 
En Charlottenburg, donde vivió la mayor parte de su vida, hay un arco con su nombre. Un cenotafio en Weissensee, el Cementerio Judío de Berlín (Jüdischer Friedhof Weißensee), también la conmemora.

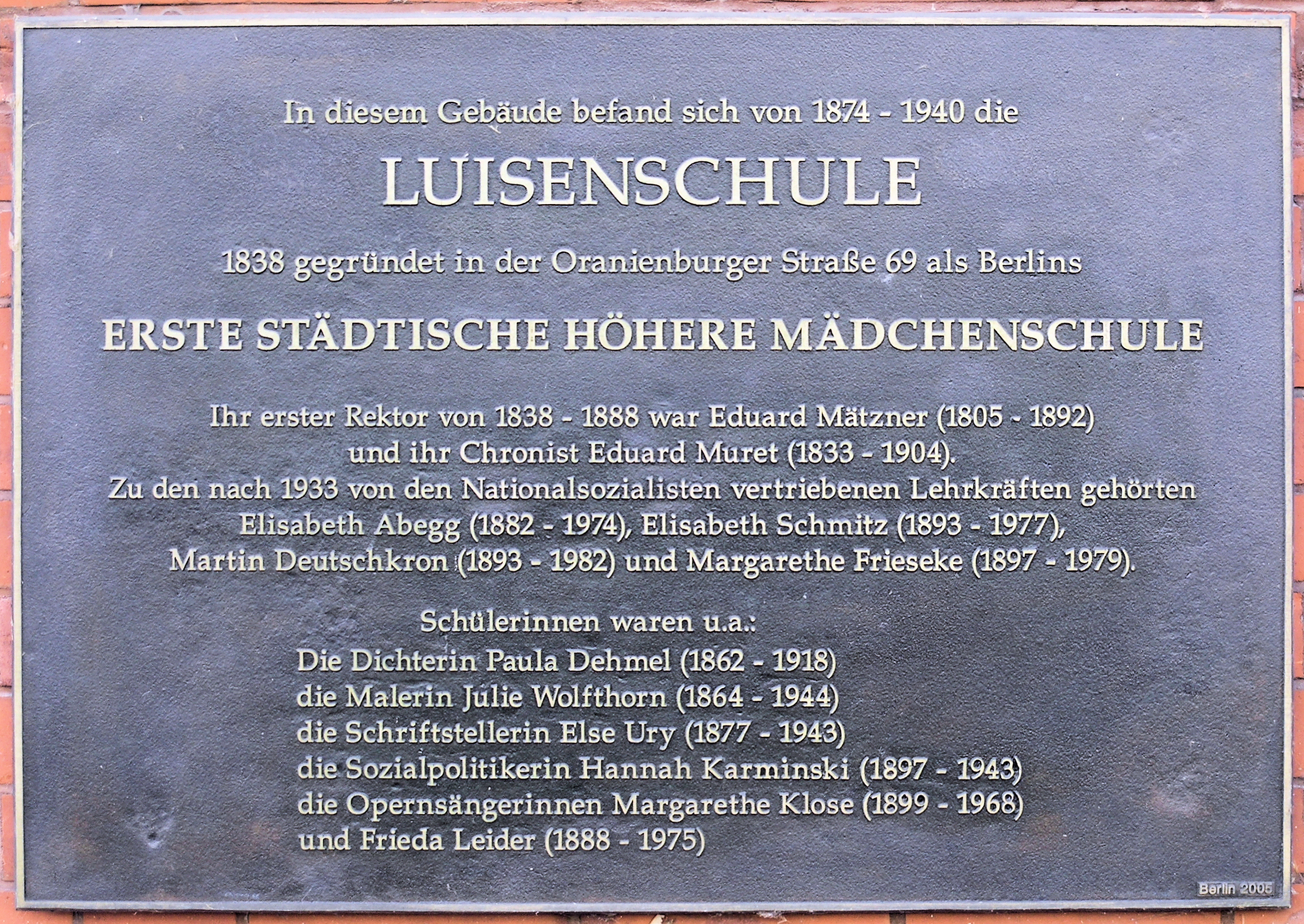
Placa conmemorativa en recuerdo de Else Ury en Ziegelstraße 12 (Berlín-Mitte)
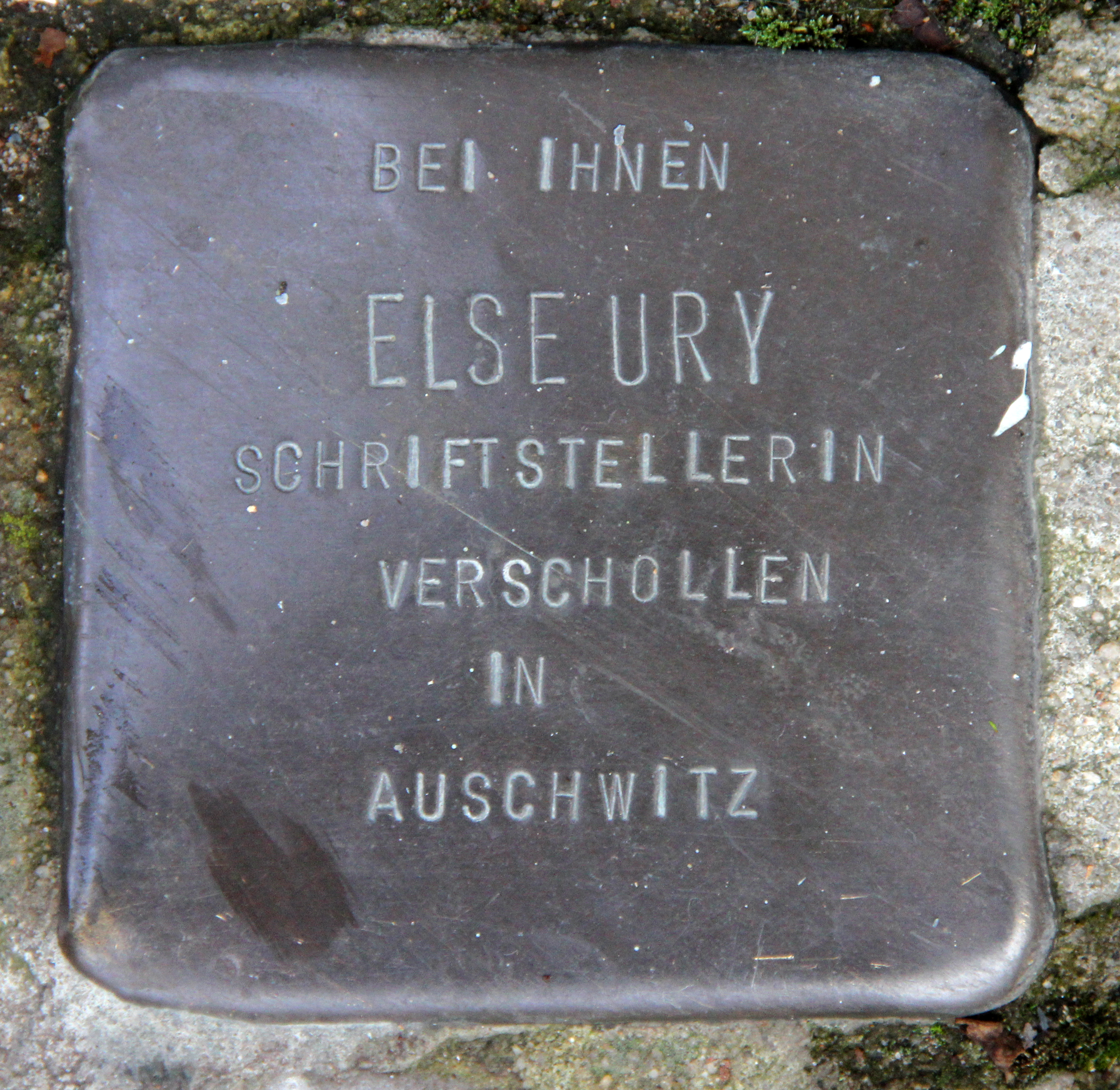
Placa conmemorativa en Solinger Straße 10 (Berlín-Moabit)
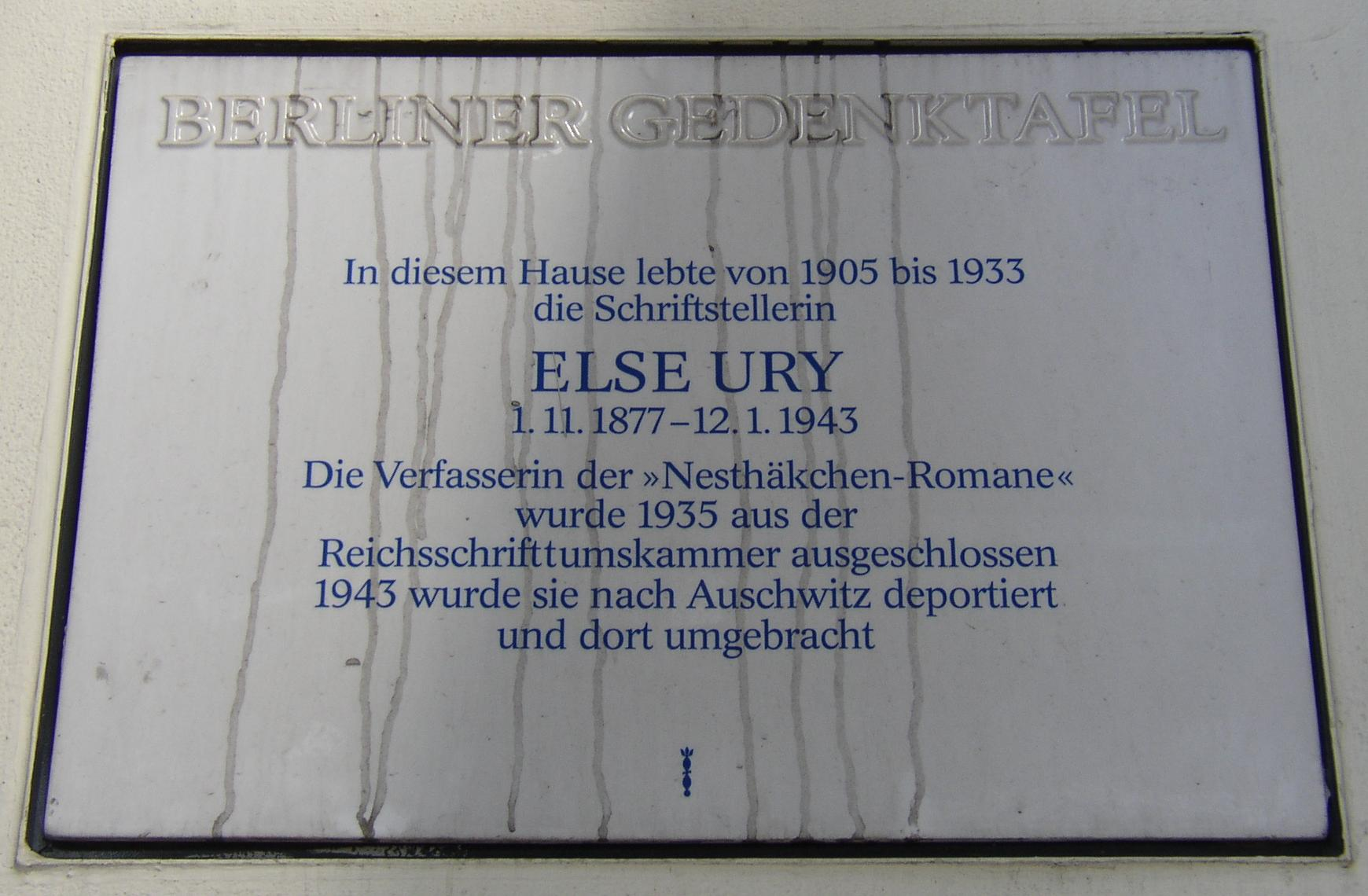
Placa conmemorativa (Berlín-Charlottenburg)